# Criterio di Chebychev–Grübler–Kutzbach
Il Criterio di Chebychev–Grübler–Kutzbach permette di determinare il numero di gradi di libertà di una catena cinematica.
Il Criterio è chiamato anche formula di mobilità, perché calcola il numero di parametri che definiscono la configurazione di una struttura a partire dal numero di collegamenti e giunti e dal grado di libertà di ciascun giunto. 

## Formula di Mobilità
Si consideri un meccanismo composto da {\displaystyle m} corpi rigidi, compreso l'elemento fisso. Ogni corpo rigido non vincolato, nello spazio, ha 6 gradi di libertà, 3 traslazionali e 3 rotazionali, questi vengono ridotti dalla presenza di coppie cinematiche o giunti, che collegano i corpi rigidi fra loro. Le coppie cinematiche sono suddivise per gradi in base ai {\displaystyle gdl} (gradi di libertà) che permettono:
| Grado | g.d.l. permessi | g.d.l. eliminati |
| ----- | --------------- | ---------------- |
| I     | 1               | 5                |
| II    | 2               | 4                |
| III   | 3               | 3                |
| IV    | 4               | 2                |
| V     | 5               | 1                |

Dette {\displaystyle C_{1}}, {\displaystyle C_{2}}, {\displaystyle C_{3}}, {\displaystyle C_{4}} e {\displaystyle C_{5}} il numero delle coppie cinematiche, rispettivamente dal grado I al grado V, è possibile descrivere i la somma {\displaystyle g_{i}} dei gradi di libertà permessi dalle singole coppie come:
{\displaystyle g_{i}=C_{1}+2C_{2}+3C_{3}+4C_{4}+5C_{5}}
Detto {\displaystyle n} il numero totale delle coppie cinematiche, i gradi di libertà di un meccanismo è dato dalla formula:
{\displaystyle gdl=6(m-n-1)+g_{i}}
Risultato analogo è possibile ottenerlo considerando i {\displaystyle gdl} eliminati anziché quelli permessi, detta {\displaystyle e_{i}} la somma dei gradi di libertà eliminati dalle singole coppie cinematiche:
{\displaystyle e_{i}=5C_{1}+4C_{2}+3C_{3}+2C_{4}+C_{5}}
Il numero di gradi di libertà del meccanismo:
{\displaystyle gdl=6(m-1)-e_{1}}
A seconda del numero di gradi di libertà il sistema si può considerare: iperstatico se i {\displaystyle gdl<0}; labile se i {\displaystyle gdl>0} o isostatico se il numero di gradi di libertà è pari a zero.

### Formula di Grubler
La Formula di Grübler è una particolarizzazione nel piano del criterio di Chebychev–Grübler–Kutzbach. Un corpo rigido non vincolato, nel piano, possiede solo 3 gradi di libertà e il grado delle coppie cinematiche non supera il secondo:
{\displaystyle g_{i}=C_{1}+2C_{2}}
Per cui i {\displaystyle gdl} di un meccanismo nel piano, considerati i {\displaystyle gdl} permessi dai singoli giunti:
{\displaystyle gdl=3(m-n-1)+g_{i}}
Se si vogliono considerare i {\displaystyle gdl} eliminati dai gradi, bisogna tener presente che ci troviamo nel piano, per cui una coppia cinematica di I grado, che permette un singolo {\displaystyle gdl}, dovrà vincolarne 2 e non più 5. Per cui {\displaystyle e_{i}} prende la forma:
{\displaystyle e_{i}=2C_{1}+C2}
da cui:
{\displaystyle gdl=3(m-1)-e_{i}}